# Diego Quintana
Diego Jesús Quintana (24 de abril de 1978, Rosario, Argentina) es un exfutbolista argentino. Se desempeñaba como extremo y su último equipo fue Skoda Xanthi FC de Grecia.

## Biografía
Quintana llegó a Primera División en el año 1996 cuando jugaba en Newell's Old Boys donde jugó 140 partidos e hizo 18 goles. En esos años fue frecuentemente convocado en la exitosa Selección Argentina Juvenil de José Pekerman y llegó a convertir un gol decisivo en la final de la Copa Mundial de Fútbol Sub-20 realizada en Malasia 1997. Después jugó 3 temporadas en el Real Murcia de España, donde fue apodado "la pulga" cariñosamente debido a su escasa altura. En el Murcia destacó su gol de cabeza que enloqueció a la grada y se convirtió en el ídolo local. Existe una peña en su honor, dirigida por Pablo Morán Vicent, llamada "La Pulga Gitana". Más tarde volvió a Argentina para jugar en Instituto de Córdoba el Torneo Apertura 2004. En 2005 se fue al Barcelona Sporting Club de Ecuador donde no tuvo oportunidades y en el mismo año fue a jugar al Skoda Xanthi FC de Grecia donde militó hasta 2011. El jugador se encuentra actualmente retirado.

## Clubes
| Club                 | País      | Año       |
| -------------------- | --------- | --------- |
| Newell's Old Boys    | Argentina | 1996-2001 |
| Real Murcia          | España    | 2001-2004 |
| Instituto de Córdoba | Argentina | 2004      |
| Barcelona SC         | Ecuador   | 2005      |
| Skoda Xanthi FC      | Grecia    | 2005-2011 |

## Palmarés

### Copas internacionales
| Título                        | Equipo              | País    | Año  |
| ----------------------------- | ------------------- | ------- | ---- |
| Copa Mundial de Fútbol Sub 20 | Selección Argentina | Malasia | 1997 |

| Torneo Esperanzas de Toulon 1998 | Selección Argentina | Francia | 1998 |